# Saint-Gineis-en-Coiron
Saint-Gineis-en-Coiron – miejscowość i gmina we Francji, w regionie Owernia-Rodan-Alpy, w departamencie Ardèche. Nazwa miejscowości pochodzi od imienia św. Genezjusza.
Według danych na rok 1990 gminę zamieszkiwało 70 osób, a gęstość zaludnienia wynosiła 5 osób/km² (wśród 2880 gmin regionu Rodan-Alpy Saint-Gineis-en-Coiron plasuje się na 1549. miejscu pod względem liczby ludności, natomiast pod względem powierzchni na miejscu 841.).